# Samuel Hoare, 1. Viscount Templewood

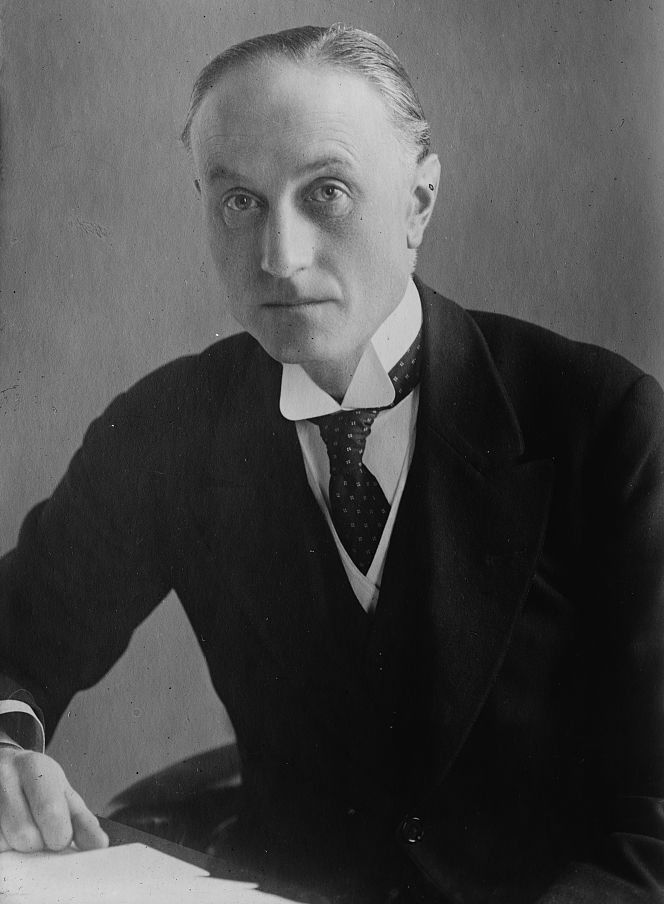
Samuel Hoare

Samuel John Gurney Hoare, 1. Viscount Templewood (* 24. Februar 1880 in London; † 7. Mai 1959 ebenda) allgemein bekannter als Sir Samuel Hoare, war ein konservativer britischer Politiker, der zahlreichen konservativen nationalen Regierungen der 1920er und 1930er Jahre angehörte. Hoare war „Nachfahre einer vom Quäkertum geprägten Familie, dem er sich verpflichtet fühlte“.

## Leben
Hoare wurde in Harrow und im New College in Oxford ausgebildet. Erstmals in das Unterhaus wurde er 1910 in Chelsea gewählt. Im Ersten Weltkrieg diente Hoare als Rekrutierungsoffizier. Er lernte Russisch und wurde durch den Geheimdienst MI5 als Verbindungsoffizier nach Russland geschickt, wo er u. a. über den Tod Rasputins berichtete. 1917 wurde er nach Italien geschickt, wo er dem jungen Journalisten Benito Mussolini wöchentlich Geld für Kriegspropaganda zahlte, damit Italien nicht kriegsmüde würde.
Nach dem Krieg kehrte er ins Parlament zurück und wurde einer der wichtigsten konservativen Politiker, der sich gegen die Teilnahme am Kabinett des liberalen Premierministers David Lloyd George 1922 auflehnte. Er erhielt das Luftfahrtministerium, das er in verschiedenen konservativen Kabinetten der 1920er Jahre behielt. Als die Konservativen 1931 der Großen Koalition beitraten, wurde Hoare Minister für Indien.
Bekannter war er aber für seine Rolle als Außenminister 1935, als er sich mit der italienischen Invasion nach Äthiopien zu befassen hatte. Zusammen mit dem französischen Außenminister Pierre Laval entwickelte er das sogenannte Hoare-Laval-Abkommen, das Italien eine beträchtliche territoriale Konzession in Äthiopien und den Ogaden unter italienische Hegemonie einbrachte. Der öffentliche Aufruhr gegen den offenbaren Ausverkauf der Äthiopier führte am Ende des Jahres zu Hoares Rücktritt vom Außenministeramt; Nachfolger wurde Anthony Eden.
Trotzdem blieb Hoare auf wichtigen Posten in späteren Kabinetten: Von 1937 bis 1939 gehörte er dem Kabinett als Innenminister an und war Mitglied der sogenannten Cliveden-Clique. Am 21. November 1938 wurde ihm in seiner Funktion als Innenminister von einer sechsköpfigen Delegation, der unter anderem die Quäkerin Bertha Bracey angehörte, ein Vorschlag zur Rettung verfolgter Kinder aus dem Deutschen Reich unterbreitet, den er noch am selben Abend ins britische Parlament einbrachte. Dies war die Geburtsstunde der Kindertransporte nach England, deren Durchführung das Parlament zwei Wochen später zustimmte.
Hoare unterstützte auch die Aktivitäten des britischen Generalkonsuls in Frankfurt am Main, Robert Townsend Smallbones, und dessen Stellvertreter, Arthur Ernest Dowden, jüdischen Personen, die das Deutsche Reich zu verlassen beabsichtigten, sehr großzügig Ausreisegenehmigungen nach Großbritannien auszustellen.
Seit 1939 war Hoare Lordsiegelbewahrer, verlor aber bei Winston Churchills Berufung zum Premierminister 1940 seine Kabinettsposition und wurde als Botschafter nach Spanien entsandt. In dieser Rolle suchte er Francisco Franco zu ermutigen, Spanien aus dem Krieg zu halten, worin er erfolgreich war. Er blieb bis 1944 Botschafter, als er nach Großbritannien zurückkehrte und als Viscount Templewood, of Chelsea in the County of Middlesex, zum Peer erhoben wurde. Der Titel erlosch bei seinem Tod 1959.

## Gedenken
Zu Ehren von Smallbones und Dowden erinnert heute eine Gedenktafel am Gebäude des ehemaligen Britischen Generalkonsulats in der Guiolettstraße/Ecke Feuerbachstraße in Frankfurt am Main an deren Hilfeleistungen für deutsche Juden in den Monaten nach den Pogromen vom November 1938. Sie wurde am 8. Mai 2013 im Beisein des damaligen britischen Botschafters in Deutschland, Simon McDonald, und des Oberbürgermeisters von Frankfurt, Peter Feldmann, enthüllt.